# Ceresa brunnicornis
Ceresa brunnicornis är en insektsart som beskrevs av Ernst Friedrich Germar. Ceresa brunnicornis ingår i släktet Ceresa och familjen hornstritar. Inga underarter finns listade i Catalogue of Life.